# Hôtel Racapé de La Feuillée
L’hôtel Racapé de la Feuillée est un édifice de la commune de Rennes dans le département d’Ille-et-Vilaine en région Bretagne.

## Localisation
Cet édifice se trouve au centre du département et dans le centre-ville historique de Rennes. Il est situé au numéro 28 de la place des Lices (façade sud principale) et au numéro 23 de la rue Saint-Louis (façade arrière nord). Il est mitoyen de l'Hôtel de la Louvre ou Hôtel de La Noue.

## Historique
L’hôtel particulier date de 1659 et est donc contemporain des autres hôtels particuliers de parlementaires qui bordent l'ouest de la place des Lices, construits sur des parcelles afféagées par la ville en 1657.
La maison appartient en 1681 et en 1731 aux Racapé de la Feuillée qui lui donnent son nom, puis en 1737 au Parc de Kerguon.
Il est classé au titre des monuments historiques depuis le 22 octobre 1962.

## Architecture
Le bâtiment est construit en pierre et pan de bois sans encorbellement.
Côté place des Lices, il présente des similitudes avec l'hôtel de la Noue, situé à sa droite : une lanterne et deux petits toits saillants à quatre faces.
Côté rue Saint-Louis, l'édifice présente trois grandes arcades cintrés et accolées, portes des remises et écuries. Elles présentant des similitudes avec celles du numéro 21.

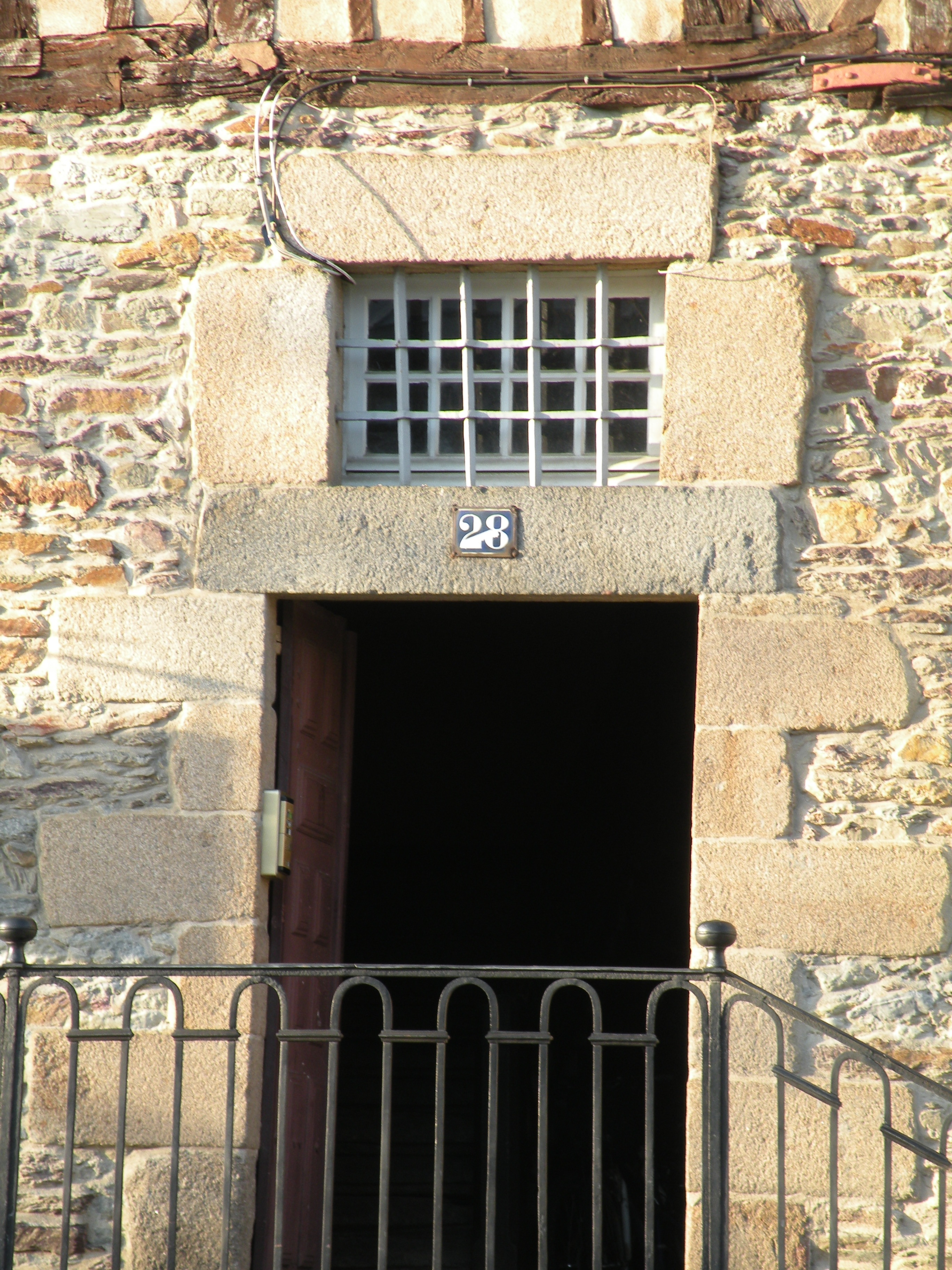
Entrée
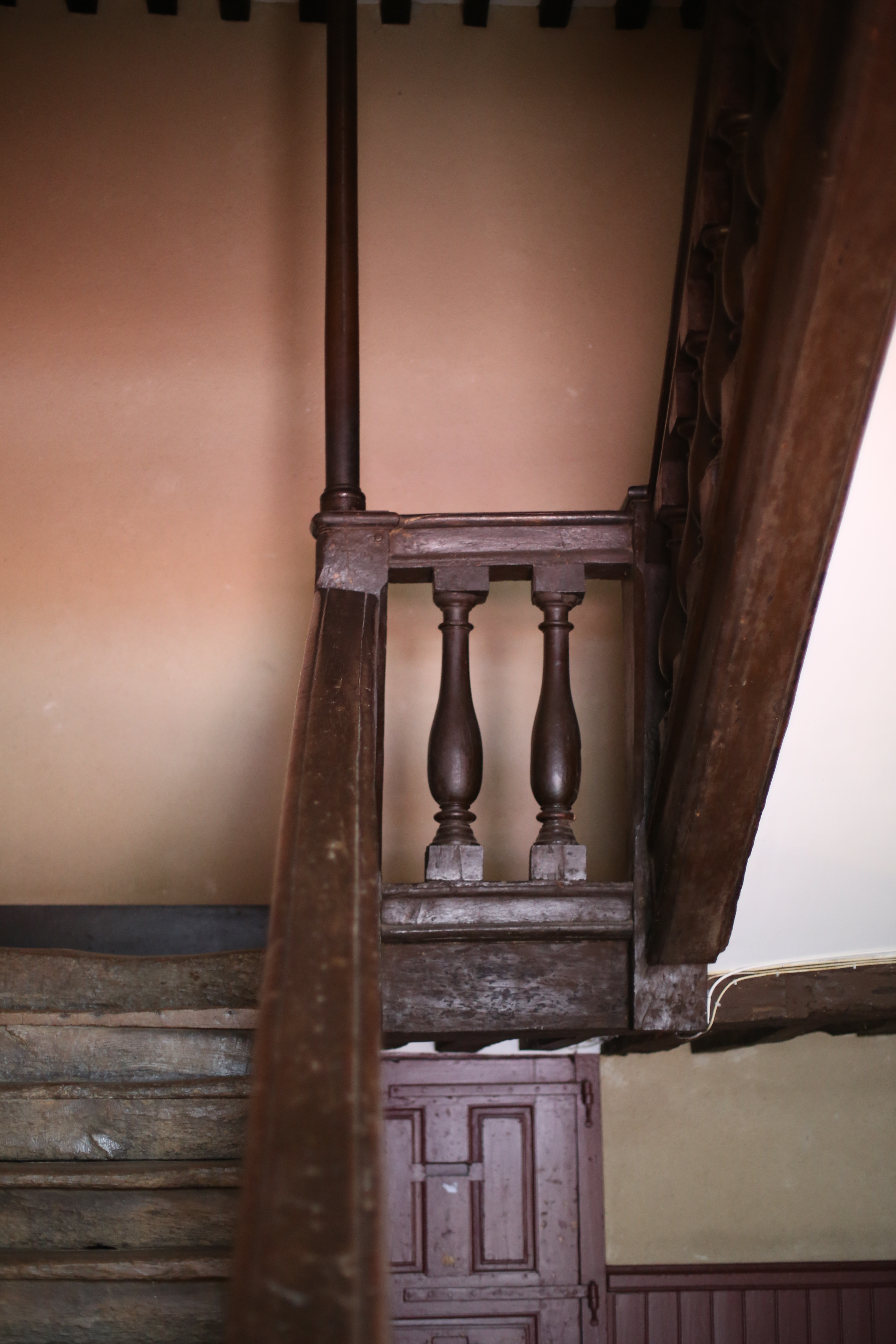
Escalier intérieur.
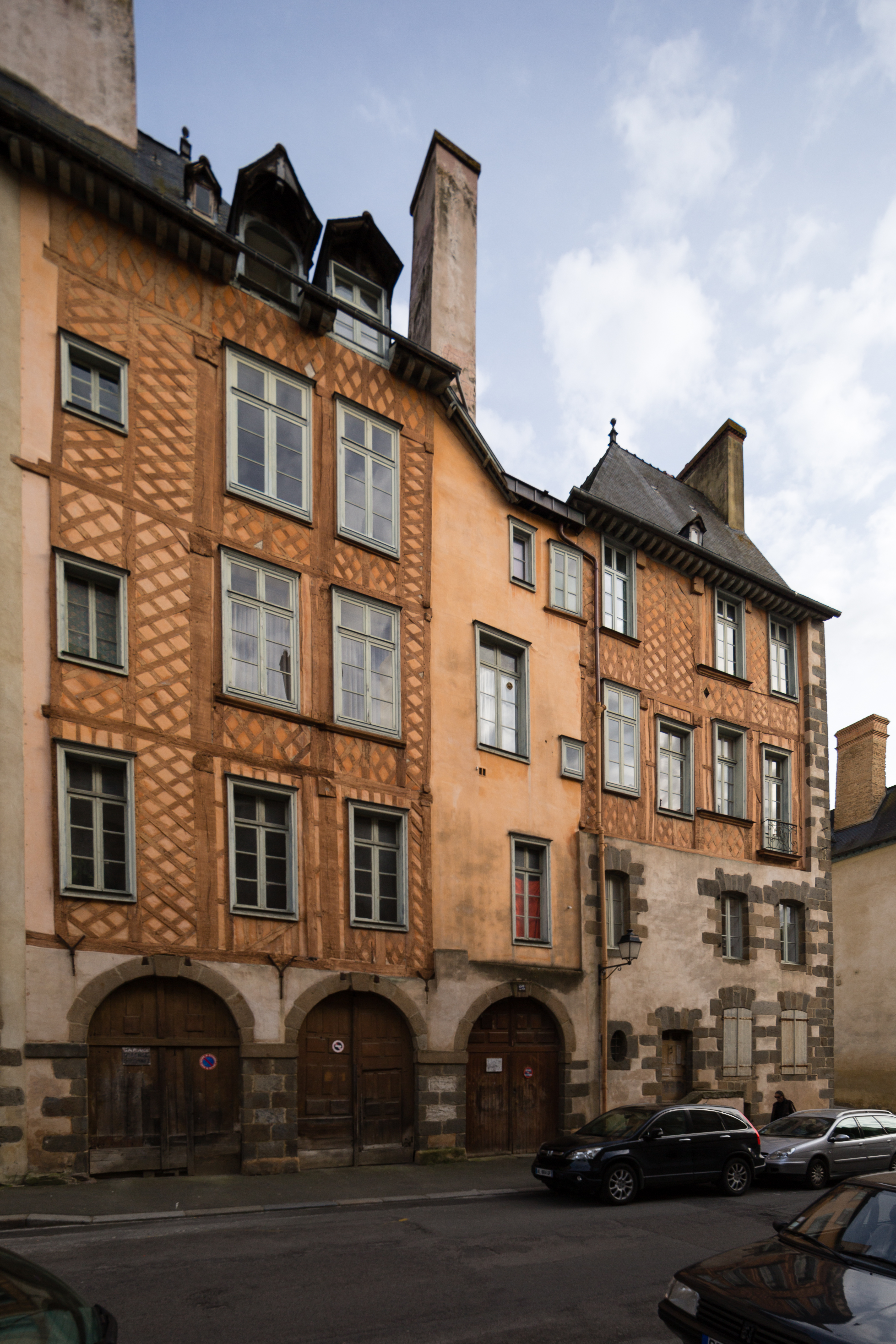
Façade arrière.